# Mark Langston
Mark Edward Langston (né le 20 août 1960 à San Diego, Californie) est un ancien lanceur gaucher de baseball qui a joué dans le baseball majeur de 1984 à 1999. Il a évolué pour les Mariners de Seattle (1984-1989), les Expos de Montréal (1989), les Angels d'Anaheim (1990-1997), les Padres de San Diego et les Indians de Cleveland (1999).

## Carrière

### Mariners de Seattle
Mark Langston est un choix de deuxième ronde des Mariners de Seattle en 1981 et il débute avec l'équipe en 1984, remportant 17 victoires contre 10 défaites à sa saison recrue. Il termine deuxième derrière son coéquipier Alvin Davisau vote de la recrue de l'année dans la Ligue américaine.
Il remporte 88 victoires en un peu moins de 6 saisons avec Seattle, dont une campagne de 19 gains en 1987, année de sa première sélection au match des étoiles. Il s'agit d'un honneur qu'il recevra à 4 reprises dans sa carrière (aussi en 1991, 1992 et 1993).
Il totalise déjà 1000 retraits sur des prises en carrière à sa cinquième saison, un exploit qui n'avait alors été réalisé que par Grover Alexander Cleveland, Tom Seaver et Bert Blyleven.

### Expos de Montréal
Le 25 mai 1989, les Expos de Montréal font l'acquisition de Mark Langston en retour de trois jeunes joueurs, dont Randy Johnson. Langston remporte 12 victoires avec Montréal mais les Expos, qui étaient au plus fort de la course au championnat, se classent finalement en 4e place dans la division Est et voient leur lanceur quitter comme agent libre à la fin de la saison. En retour, ils auront donné en Johnson l'un des meilleurs lanceurs de l'histoire du baseball.

### Angels de la Californie
Mark Langston lance pour les Angels de 1990 à 1997. 
Le 11 avril 1990, il lance contre son ancienne équipe, Seattle, les sept premières manches d'un match sans point ni coup sûr remporté 1 à 0 par les Angels. C'est Mike Witt, qui avait lancé un match parfait en 1984, qui complète le match sans coup sûr combiné en lançant les deux dernières manches.
Langston connaît sa meilleure saison en 1991 avec une fiche de 19-8.

### Dernières saisons
En 1998, Mark Langston signe avec les Padres de San Diego. Dans le premier match de la Série mondiale de 1998, il accorde un grand chelem à Tino Martinez en septième manche, donnant une avance de 9-5 aux Yankees de New York, qui balayèrent la série 4-0 contre les Padres.
Il joue sa 16e et dernière saison chez les Indians de Cleveland en 1999.
Langston a compilé un dossier en carrière de 179 victoires et 158 défaites avec 2464 retraits au bâton et une moyenne de points mérités de 3,97 en 2962.2 manches lancées.

## Palmarès
- 4 fois participant aux matchs des étoiles (1987, 1991-1993)
- 7 fois gagnant du Gant d'or comme meilleur lanceur défensif de la Ligue américaine (1987, 1988, 1991-1995)
- A mené 3 fois la ligue pour les retraits au bâton (1984, 1986, 1987)
- Deux fois dans le top 10 lors du vote pour le trophée Cy Young[5],[6]